# さくらケーシーエス
株式会社さくらケーシーエス（英: SAKURA KCS Corporation）は、コンピュータシステムに関連した業務を行う三井住友フィナンシャルグループの企業でシステムインテグレーター（ユーザー系）。三井住友銀行神戸営業部（旧神戸銀行本店）の南隣、兵庫県神戸市中央区播磨町21-1に本社を置く。

## 概要
旧さくら銀行のマークを2018年まで使用していた。三井系・住友系とは合併も事業譲渡もしておらず、旧神戸銀行の流れを汲んでいることから旧神戸銀行関係とのつながりが深い。
歴代の役員も、さくら銀行そして三井住友銀行になって以後も、旧神戸銀行出身のOBである。旧三井銀行系のOBや旧住友銀行系のOBが、三井グループや住友グループの企業で活躍するのに対し、旧神戸銀行系のOBは、さくらケーシーエスやみなと銀行など、神戸を拠点に活躍することが多い。
なお、現在三菱UFJ信託銀行とも取引しているが、その前身の東洋信託銀行が、三和銀行（現三菱UFJ銀行）、野村證券と共に神戸銀行の出資で設立されたためである。
その流れから、対三井住友銀行グループの売り上げ比率は全体の約2割程度と低い。
三井住友銀行グループの信用力を背景としたユーザー系として、富士通グループの技術を継承するメーカー系として、そして企業系列にとらわれない独立系として強固な事業基盤を築くとともに、バランスのとれた経営基盤と事業内容が強みといえる。

## 沿革
- 1969年3月29日 株式会社神戸コンピューターサービスとして設立。
現在の社名の「ケーシーエス」は、Kobe Computer Serviceの頭文字に由来している。
- 1971年9月 神戸銀行と富士通が資本参加。
- 1971年9月 システム機器販売業務開始。
- 1973年7月 （株）姫路電子計算センターと合併。
- 1974年8月 大阪事務所（現 大阪支社）開設。
- 1978年9月 （株）ユニオンコンピュータービューローと合併。
- 1985年4月 一般第二種電気通信事業（現 電気通信事業）開始。
- 1988年7月 株式会社ケーシーエスに商号変更。
- 1992年 株式会社さくらケーシーエスに商号変更（さくら銀行誕生に合わせてさくらブランドで統一化するための商号変更）。
- 2000年6月9日 大阪証券取引所第二部に上場。
- 2001年4月 セキュリティサービス開始。
- 2007年2月 ISMS認証から国際規格ISO/IEC27001へ移行。
- 2009年9月 システム監査サービス開始。
- 2011年3月 ISO9001認証範囲をシステム事業部全体へ拡大。
- 2013年7月16日 大阪証券取引所と東京証券取引所の現物株市場統合に伴い、東京証券取引所第二部に上場。

## 記事
- 2007年9月22日、現在三カ所（神戸、姫路、大阪）に分散するSEを、2007年10月1日付で神戸に集約し、一般産業分野の関西でのシステム開発・販売を強化すると報じられる[1]。一般産業部門のSE120人を集約した上で、小売り・流通・製造などの業種別・地区別に再度振り分ける事でSEの専門性を高め、価格の引き下げや納期短縮、品質向上につなげるのが狙い。同社の一般産業部門、2007年3月期現在の売上げは約130億円、全売上高に占める割合は50%を超え、年々比率を伸ばしている。

## 関連会社
- KCSソリューションズ
- 三井住友銀行
- 三井住友ファイナンス&リース